# 엑스포대로

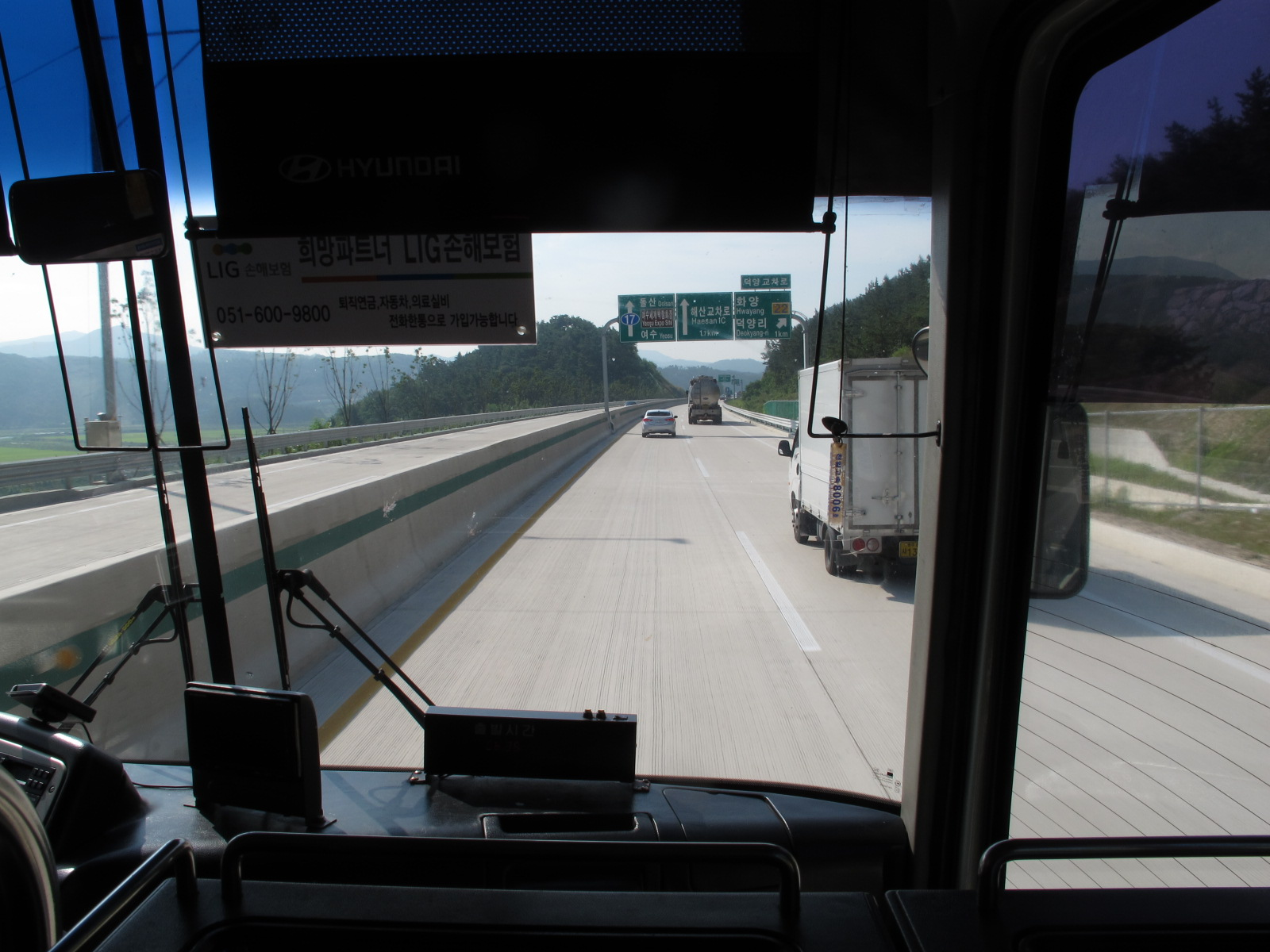
엑스포대로 덕양 나들목 부근. 국도 제17호선의 일부이다.

엑스포대로(엑스포大路, 국도 제17호선의 일부)는 전라남도 여수시 돌산읍 우두리 돌산교차로에서 시작하여 순천시 해룡면 성산리에서 끝나는 도로이다. 2012년에 열린 2012년 세계 박람회를 따서 엑스포대로라고 명명되었다.
그러나 이 도로는 돌산도에서 시작하여 거북선대교와 여수세계박람회장을 통과한 뒤 만덕동에서 자동차 전용도로 구간이 시작된다. 이후 봉계동을 거쳐 월하동 여수국가산업단지에 이르게 되며, 덕양 나들목까지는 일반도로로 구성되었다가 덕양 나들목에서 순천종점까지는 다시 자동차 전용도로 구간으로 이루어져있다. 특히 덕양 나들목에서 도롱 나들목까지는 콘크리트형 중앙분리대가 설치되어있고, 초록색 띠가 둘러져있어 도로 규모가 고속도로와 비슷하다.
그리고, 해당 도로의 개통으로 기존 국도 제17호선을 대체할 수 있게 되어 만성적인 정체와 빈번한 교통사고 문제가 말끔히 해결되었다. 또한 순천 ~ 여수(여수고등학교, 종화동)간 통행시간이 1시간에서 30분으로 단축되었으며, 순천시내, 남해고속도로, 순천완주고속도로에서 여천을 거치지 않고 여수엑스포 행사장으로 바로 연결하여 여수엑스포의 성공적 개최를 이끌어내는 촉매제가 되기도 하였다.
또한 거북선대교를 통해 돌산대교의 교통량 분산을 유도해 막대한 물류비 절감은 물론 여수지역 교통여건도 크게 개선되었다.
총 공사비 국비 1조397억원을 비롯해 1조1122억원이 투입되어 7개 공구로 나눠 추진됐으며, 우두 ~ 종화 등 4개 구간은 익산지방국토관리청이, 종화 ~ 둔덕 등 3개 구간은 여수시가 맡아서 사업을 추진하였다.

## 역사
- 2002년 2월 15일 : 여수시 덕충동 덕충 나들목 ~ 주삼동 주삼 나들목 12.064km 구간을 자동차 전용도로로 지정[1]
- 2006년 6월 20일 : 여수시 소라면 덕양리 ~ 순천시 해룡면 호두리 15.14km 구간을 자동차 전용도로로 지정[2]
- 2012년 1월 20일 : 여수 ~ 순천간 도로(여수시 소라면 덕양리 ~ 순천시 해룡면 신대리) 17.36km 구간 임시 개통[3]
- 2012년 4월 12일 : 여수 ~ 순천간 도로 및 우두 ~ 종화간 도로, 거북선대교(여수시 돌산읍 우두리 ~ 순천시 해룡면 신대리) 38.8km 구간 확장 개통[4][5]
- 2012년 5월 11일 : 2개 이상 시·군에 걸쳐 있는 도로로 엑스포대로를 고시[6]

## 주요 경유지
전라남도
- 여수시 (돌산읍 - 동문동 - 한려동 - 만덕동 - 미평동 - 둔덕동 - 삼일동 - 주삼동 - 소라면 - 율촌면) - 순천시 해룡면

## 노선
- (■): 자동차 전용도로 구간

| 이름                    | 접속 노선                               | 소재지        | 소재지                                                       | 비고                            |
| 돌산로와 직결           | 돌산로와 직결                           | 돌산로와 직결 | 돌산로와 직결                                                | 돌산로와 직결                   |
| ----------------------- | --------------------------------------- | ------------- | ------------------------------------------------------------ | ------------------------------- |
| 돌산 교차로             | 국도 제77호선 (돌산로)                  | 여수시        | 돌산읍                                                       |                                 |
| 거북선대교              |                                         | 여수시        | 돌산읍                                                       |                                 |
|                         | 동문동                                  | 여수시        |                                                              |                                 |
| 자산터널                |                                         | 여수시        | 연장 443m                                                    |                                 |
| 자산터널                | 한려동                                  | 여수시        | 연장 443m                                                    |                                 |
| 여수역앞 (지하차도)     | 동문로                                  | 여수시        |                                                              |                                 |
| 여수엑스포              |                                         | 여수시        | 만덕동                                                       |                                 |
| 만덕사거리              | 덕충안길                                | 여수시        | 만덕동                                                       |                                 |
| 여수엑스포역            |                                         | 여수시        | 만덕동                                                       |                                 |
| 덕충 나들목             | 망양로                                  | 여수시        | 만덕동                                                       |                                 |
| 마래터널                |                                         | 여수시        | 만덕동                                                       | 상행 연장 1397m 하행 연장 1351m |
| 만흥위생매립장          |                                         | 여수시        | 만덕동                                                       | 상행 진출 불가                  |
| 만흥 나들목             | 만성로                                  | 여수시        | 만덕동                                                       |                                 |
| 둔덕 나들목 (둔덕1터널) | 국도 제77호선 (상암로)                  | 여수시        | 미평동                                                       | 연장 321m                       |
| 둔덕 나들목 (둔덕1터널) | 국도 제77호선 (상암로)                  | 여수시        | 둔덕동                                                       | 연장 321m                       |
| 엑스포터널              |                                         | 여수시        | 연장 2014m                                                   |                                 |
| 엑스포터널              | 삼일동                                  | 여수시        | 연장 2014m                                                   |                                 |
| 주삼 나들목             | 여수산단로                              | 여수시        |                                                              |                                 |
| 공단삼거리              | 여수산단2로                             | 여수시        | 주삼동                                                       |                                 |
| 여수 나들목             | 좌수영로                                | 여수시        | 주삼동                                                       |                                 |
| 해산 나들목             | 무선로 여수산단1로                      | 여수시        | 주삼동                                                       |                                 |
| 소라교                  |                                         | 여수시        | 주삼동                                                       |                                 |
|                         | 소라면                                  | 여수시        |                                                              |                                 |
| 덕양 교차로             | 국가지원지방도 제22호선 (덕양로) 여순로 | 여수시        | 국가지원지방도 제22호선과 중복                               |                                 |
| 대포교                  |                                         | 여수시        | 국가지원지방도 제22호선과 중복                               |                                 |
| (제2산단 나들목)        | 여순로                                  | 여수시        | 국가지원지방도 제22호선과 중복                               |                                 |
| 신기교                  |                                         | 여수시        | 국가지원지방도 제22호선과 중복                               |                                 |
| 대포터널                |                                         | 여수시        | 국가지원지방도 제22호선과 중복 연장 788m                     |                                 |
| 대포터널                | 율촌면                                  | 여수시        | 국가지원지방도 제22호선과 중복 연장 788m                     |                                 |
| 산곡교                  |                                         | 여수시        | 국가지원지방도 제22호선과 중복                               |                                 |
| 산곡터널                |                                         | 여수시        | 국가지원지방도 제22호선과 중복 연장 580m                     |                                 |
| 취적교                  |                                         | 여수시        | 국가지원지방도 제22호선과 중복                               |                                 |
| 취적터널                |                                         | 여수시        | 국가지원지방도 제22호선과 중복 상행 연장 490m 하행 연장 475m |                                 |
| 율촌 교차로             | 서부로                                  | 여수시        | 국가지원지방도 제22호선과 중복                               |                                 |
| 율촌터널                |                                         | 여수시        | 국가지원지방도 제22호선과 중복 상행 연장 510m 하행 연장 445m |                                 |
| 율촌터널                |                                         | 순천시        | 국가지원지방도 제22호선과 중복 상행 연장 510m 하행 연장 445m | 해룡면                          |
| 도롱 나들목             | 10호선 남해고속도로                     | 순천시        | 국가지원지방도 제22호선과 중복                               | 해룡면                          |
| 해룡2터널               |                                         | 순천시        | 국가지원지방도 제22호선과 중복 상행 연장 620m 하행 연장 630m | 해룡면                          |
| 해룡 교차로 해룡 나들목 | 10호선 남해고속도로 여순로              | 순천시        | 국가지원지방도 제22호선과 중복                               | 해룡면                          |
| 성산교                  |                                         | 순천시        | 국가지원지방도 제22호선과 중복                               | 해룡면                          |
| 충무공로와 연결         |                                         |               |                                                              |                                 |

## 연결도로
- 기점인 돌산교차로에서는 돌산로와 연결되어 돌산읍내를 거쳐 향일암까지 연결된다.
- 도롱 나들목에서는 남해고속도로 영암 방향과 연결되며, 종점인 성산교에서는 충무공로와 직결되어 광양, 부산 방향으로 연결되며, 여기서 진출하여 무평로를 통해 순천완주고속도로로 연결된다.

## 주의 사항
- 덕충 나들목에서 주삼 나들목까지와 덕양 나들목에서 종점까지는 자동차전용도로 구간이므로 보행자, 자전거, 손수레 등은 통행이 금지되어 있다. 이륜자동차(모터사이클 혹은 오토바이)의 경우는 긴급자동차로 지정된 이륜자동차(싸이카 및 소방용 모터사이클 등)에 한해 통행이 가능하나 그 밖의 이륜자동차와 초소형 전기차, 농기계 등은 통행이 금지되어 있다. 대한 대체도로로는 구 국도 제17호선(좌수영로, 여순로) 등이 있다.